# 김제 금산사 혜덕왕사탑비
김제 금산사 혜덕왕사탑비(金堤 金山寺 慧德王師塔碑)는 전북특별자치도 김제시 금산사에 있는, 고려 중기의 고승 혜덕왕사 소현의 탑비이다. 1111년에 세워졌으며, 이수(螭首, 비석의 머리 부분)가 없다. 대한민국의 보물 제24호로 지정되어 있다.

## 개요
금산사 안에 서있는 탑비로, 혜덕왕사를 기리기 위하여 세운 것이다. 현재 비의 머릿돌은 없어졌으며, 비문은 심하게 닳아 읽기가 매우 힘든 상태이다. 비의 받침돌에는 머리가 작고 몸통이 크게 표현된 거북을 조각하였고, 비문이 새겨진 몸돌은 받침돌에 비해 커보이는 듯하며, 주위에 덩굴무늬를 새겨 장식했다. 비문에는 혜덕의 생애·행적, 그리고 덕을 기리는 내용이 담겨 있다. 비문에 의하면 비를 세운 것은 예종 (睿宗) 6년(1111년)으로 혜덕이 입적한 지 15년이 지난 후의 일이다.

## 같이 보기
- 금산사 金山寺